# Bernried am Starnberger See
Bernried am Starnberger See är en kommun och ort i Landkreis Weilheim-Schongau i Regierungsbezirk Oberbayern i förbundslandet Bayern i Tyskland.